# سیارک ۲۱۹۴۲
سیارک ۲۱۹۴۲ (به انگلیسی: 21942 Subramanian، نامگذاری:1999VN106) بیست و یک هزار و نهصد و چهل و دومین سیارک کشف شده‌است که در ۹ نوامبر ۱۹۹۹ کشف شد.
قدر مطلق سیارک برابر ۱۰.۲ است.